# 델 네그로

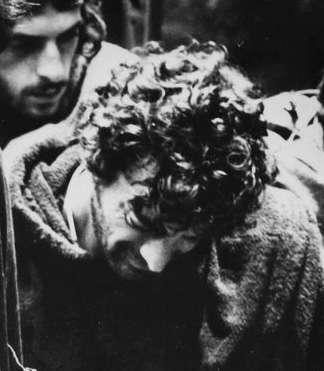

델 네그로(Del Negro, 1929년~ 2015년)는 스페인의 배우, 영화배우이다.
맨해튼에서 태어났다.

## 영화
- 실비 (1985년)
- 맨션 오브 더 둠드 (1976년)
- 잃어버린 사이보그 인간 (1974년)
- 아귀레 신의 분노 (1972년)
- 파리는 불타고 있는가? (1966년)